# Мюллер, Эдуард
Эдуа́рд Мю́ллер (нем. Eduard Müller; 12 ноября 1848 года, Дрезден, Саксония — 9 ноября 1919 года, Берн, Швейцария) — швейцарский государственный деятель, президент Швейцарии (1899, 1907 и 1913).

## Биография
Родился в Дрездене, где его отец был пастором. Через год семья переселилась в Берн, где отец продолжил пасторское служение.
Изучал теологию в Женеве, затем право в Бернском университете, Лейпциге, Гейдельберге и Париже. После получения диплома юриста (1872) стажировался в канцелярии сената. С 1874 по 1880 год был председателем суда одного из районов Берна. В 1880 году он открыл собственную юридическую фирму. Одновременно был также редактором либеральной газеты «Berner Nachrichten». 

Кроме того он прошел военную службу. В 1872 году он стал капитаном, спустя два года — майором, затем в 1879 году в звании полковника командовал 9-м пехотным полком. С 1888 года генерал-майор командовал 5-й, затем 3-й отдельными дивизиями.
В 1882 году избран в кантональный парламент, который позже возглавлял (1885—1886). С 1884 года представлял Берн в Национальном совете.
В 1885 году он был чрезвычайным федеральным прокурором и в качестве такового руководил общенациональным расследованием против анархистов. Его следственный отчет привел к различным юридическим изменениям, включая повторное введение в должность постоянного федерального прокурора.
В 1888 году стал мэром Берна. Среди его достижений — социальная помощь безработным и бедным, создание рабочих мест, поощрение муниципального жилищного строительства.
С 1884 года представлял кантон Берн в Национальном совете, где занимал ведущие должности, особенно в разработке правил военного суда. В 1890 году избирался президентом Национального совета. Входил в состав комиссии, которая предложила пересмотр военных статей в Федеральной конституции. Однако после утверждением парламента, они были отвергнуты на общенациональном референдуме.
Четыре месяца спустя после смерти Карла Шенка в 1895 году, он был избран в Федеральный совет.
- 1 января — 31 декабря 1887 г. — президент Кантонального совета Во,
- 2 декабря 1890 — 1 июня 1891 гг. — президент Национального совета парламента Швейцарии,
- 16 августа 1895 — 9 ноября 1919 гг. — член Федерального совета Швейцарии,
- 1895—1897 г. — начальник департамента юстиции и полиции,
- 1 апреля 1897 — 31 декабря 1898 гг. — начальник военного департамента,
- 1 января — 31 декабря 1898 г. — вице-президент Швейцарии,
- 1 января — 31 декабря 1899 г. — президент Швейцарии, начальник политического департамента,
- 1 января 1900 — 31 декабря 1906 гг. — начальник военного департамента,
- 1 января — 31 декабря 1906 г. — вице-президент Швейцарии,
- 1 января — 31 декабря 1907 г. — президент Швейцарии, начальник политического департамента,
- 1 января 1908 — 31 декабря 1911 гг. — начальник военного департамента,
- 1 января — 31 декабря 1912 г. — вице-президент Швейцарии, начальник департамента юстиции и полиции,
- 1 января — 31 декабря 1913 г. — президент Швейцарии, начальник политического департамента,
- 1 января 1914 — 9 ноября 1919 гг. — начальник департамента юстиции и полиции,
- 1 января — 9 ноября 1919 г. — вице-президент Швейцарии.

На министерских постах занимался, в частности, стандартизацией гражданского и уголовного права. После принятия на референдуме в 1898 году конституционной поправки, которая придерживалась принципа юридической унификации в 1904 году он подготовил проект Гражданского кодекса. Парламентские обсуждения продолжались до 1907 года, и после четырехлетнего переходного в 1912 году Кодекс вступил в силу. За его усилия по стандартизации Уголовного кодекса ему была присвоена почетная докторская степень Цюрихского университета. Также являлся автором военной реформы, завершившейся в 1911 году.
После Первой мировой войны франкоязычная пресса обвинила его в симпатии к немцам и он принял решение уйти в отставку в конце 1919 года, однако не дожил до этого два месяца.